# Бранко Хрг
Бра́нко Хрг (хорв. Branko Hrg, нар. 26 вересня 1961) — хорватський політик, колишній керівник Хорватської селянської партії (ХСП). Член ХСП з 1992 року. Обіймав посаду мера Крижевців у 2001—2017 роках.
На внутрішньопартійних виборах у січні 2012 року Хрг переконливо переміг колишнього хорватського міністра туризму Даміра Байса з 555 голосами проти 374.